# Monte Tolchin
Il Monte Tolchin (in lingua inglese: Mount Tolchin), è una vetta antartica, alta 1.730 m, situata 8 km a sudovest del Houk Spur, all'estremità sudoccidentale della Mackin Table, nel settore meridionale del Patuxent Range dei Monti Pensacola, in Antartide. 
Il monte è stato mappato dall'United States Geological Survey (USGS) sulla base di rilevazioni e foto aeree scattate dalla U.S. Navy nel periodo 1956-66.
La denominazione è stata assegnata dall'Advisory Committee on Antarctic Names (US-ACAN) in onore del luogotenente Sidney Tolchin, ufficiale della U.S. Navy in servizio presso la Base Amundsen-Scott nell'inverno del 1959.